# Ontario Hydro
Ontario Hydro var ett energiföretag som ägdes av och verkade i den kanadensiska provinsen Ontario. Det bildades genom att Hydro-Electric Power Commission of Ontario bolagiserades 1974, då man också bytte namn till Ontario Hydro. Hydro-Electric Power Commission of Ontario bildades 1906 för att bygga kraftledningar som skulle försörja mindre samhällen med elektricitet producerad i Niagarafallen.

## Uppdelning
I april 1999 delades Ontario Hydro upp i fem företag:
- Ontario Power Generation
- Hydro One
- Independent Electricity System Operator
- Electrical Safety Authority
- Ontario Electricity Financial Corporation